# Скулме, Ото
Ото Екабович (Ото Яковлевич) Ску́лме (латыш. Oto Skulme; 27 июля [8 августа] 1889, Якобштадт — 22 марта 1967[…], Рига) — латвийский и советский живописец и театральный художник. Народный художник Латвийской ССР (1959).

## Биография
Родился 27 июля (8 августа) 1889 года в Якобштадте (ныне Екабпилс, Латвия). Учился в студиях Я. Розентала в Риге (1906—1907), С. Ю. Жуковского и К. Ф. Юона в Москве (1907—1908), в училище Штиглица в Санкт-Петербурге (1909—1914). В его семье много художников: жена — скульптор Марта Лиепиня-Скулме (1890—1962), брат Уго (Угис) Скулме и племянник Юргис Скулме, дочь Джемма Скулме и её муж Оярс Аболс, дети Джеммы от первого брака — Юрис Димитерс и от второго — Марта Скулме. В семье Ото и Марты Скулме воспитывался также его рано осиротевший племянник Валентин Скулме (1922—1987).
Один из ведущих мастеров латвийского театрально-декорационного искусства. Оформил свыше 250 спектаклей в Латвийском ХДТ имени Райниса.
Скулме считают одним из столпов латвийского театра, благодаря которому состоялся его основатель Эдуард Смильгис. Скулме проявил себя как гений визуализации, особенно в годы, когда он был главным художником Художественного театра (1926—1947). Для его декораций характерны принципы этого театра — Ясность, Простота, Страстность. Его вклад в искусство выразился в ясности композиции, даже в сложных пространственных ситуациях, в простоте выражения народного духа и чувстве природы, в страстности цветового решения пьесы и персонажей. Если к этому добавить монументальность, интеллигентность, гармонию смысла — может быть, удастся понять секрет успеха Скулме в театре, также Национальном (1920—1926) и Национальной опере (1921—1926).
Ректор АХ Латвийской ССР (1944—1961).
За работу в эти годы Скулме позже многие упрекали, однако изучение архивных документов показало, что ректор старался оградить своих коллег от давления власти и не подписал ни одного приказа об увольнении неугодных. Когда жена убеждала его покинуть пост, он возражал, что на его место уже готов претендент из Москвы и, если он придет в Академию, латышскому искусству будет хуже.
С другой стороны, Скулме обвиняли в том, что он принимает на работу старых друзей по Рижской группе и даже родного брата Угиса, возглавившего кафедру рисования. Однако он принимал людей за их профессионализм, а не по знакомству.
Член-корреспондент АХ СССР (1954).
Председатель правления СХ Латвийской ССР (1952—1953).
Умер 22 марта 1967 года в Риге.

## Творчество

### Картины
- «Восстание каугурцев» (1945)
- «На сельской почте»
- «В. И. Ленин на конгрессе социал-демократов Латышского края»

### Оформил спектакли
- 1947 — «Огонь и ночь» Райниса
- «Интервенция» Л. И. Славина

## Награды и премии
- Сталинская премия второй степени (1947) — за оформление спектакля «Огонь и ночь», поставленного на сцене Государственного академического художественного театра Латвийской ССР
- народный художник Латвийской ССР (1959)
- Кавалер ордена Трёх звёзд IV степени (1936)[5]
- 2 ордена Трудового Красного Знамени (1947; 3.1.1956)
- орден «Знак Почёта» (1950)